# Tropicarium
A Tropicarium (teljes nevén Tropicarium és Óceanárium Budapest, beceneve: Halacskás állatkert) Budapest XXII. kerületében, a Campona üzletközpontban 2000. május 26-án közel 3000 m²-en megnyílt állatkert. Fő attrakciója Közép-Európa egyik legnagyobb tengeri akváriuma, amely felvonultatja az édesvizek halvilágát, beleértve a hazai faunát is, a trópusi élővilágát és a tengerek fajgazdagságát is. Összesen 7 cápa, további 400 halfaj és több tucatnyi trópusi állat csodálható meg.

## Termek
- Magyar fauna
- Selyemmajmok, leguánok, kígyók
- Esőerdő aligátorokkal
- Édesvízi akváriumok
- Hüllő- és rovarház
- Félsósvízi akváriumok
- Cápaakvárium
- Sósvízi akváriumok, korallszirt
- Rájamedence

## Adatok
Cím: 1222 Budapest, XXII. kerület, Nagytétényi út 37-43.
Üzemeltető: Tropicarium Óceanárium Kft.
Ügyvezető igazgató: Farkasdi Thomas

## Külső hivatkozások
- Hivatalos oldal